# Андрес Баланта
Андрес Баланта (ісп. Andrés Balanta; 18 січня 2000, Калі — 29 листопада 2022, Тукуман) — колумбійський футболіст, захисник. Виступав за клуби «Депортіво Калі» та «Атлетіко Тукуман», а також молодіжну збірну Колумбії.

## Клубна кар'єра
Народився 18 січня 2000 року в місті Калі. Вихованець футбольної школи клубу «Депортіво Калі». 7 травня 2018 року в матчі проти «Депортіво Пасто» він дебютував у чемпіонаті Колумбії. З серпня 2019 року став основним гравцем клубу і допоміг команді виграти Фіналізасьйон 2021 року.
У червні 2022 року він приєднався на правах оренди до червня 2023 року з правом викупу до аргентинського клубу «Атлетіко Тукуман» на прохання головного тренера Лукаса Пусінері, який раніше працював у «Депортіво Калі» з Балантою. Під час тренування в Тукумані, 29 листопада 2022 року Баланта впав на землю через зупинку дихання. Медики безуспішно намагалися реанімувати протягом 40 хвилин, але Андрес помер.

## Виступи за збірні
2017 року у складі юнацької збірної Колумбії Баланта став переможцем Боліваріанських ігор. Того ж року взяв участь у юнацькому чемпіонаті Південної Америки в Чилі. На турнірі він взяв участь в 9 матчах і став з командою четвертим. У тому ж році Баланта взяв участь в юнацькому чемпіонаті світу в Індії. На турнірі він зіграв у всіх 4 матчах, а Колумбія програла на стадії 1/8 фіналу від Німеччини (0:4).
З 2019 року залучався до складу молодіжної збірної Колумбії до 20 років. У її складі брав участь у молодіжному чемпіонаті Південної Америки і допоміг своїй збірній посісти четверте місце. Цей результат дозволив команді кваліфікуватись на молодіжний чемпіонат світу 2019 року, куди поїхав і Андрес. На турнірі був основним гравцем півзахисту і провів усі п'ять матчів своєї команди повністю. У чвертьфіналі Колумбія програла 0:1 майбутньому переможцю турніру Україні.
З командою до 23 років був частиною складу, який брав участь у передолімпійському турнірі Південної Америки у 2020 році. На турнірі зіграв у трьох матчах, а команда посіла четверте місце та не вийшла на Олімпіаду.

## Статистика виступів

### Статистика клубних виступів
| Сезон             | Команда            | Чемпіонат         | Чемпіонат | Чемпіонат | Національний кубок | Національний кубок | Національний кубок | Континентальні кубки | Континентальні кубки | Континентальні кубки | Інші змагання | Інші змагання | Інші змагання | Усього | Усього | Усього |
| Сезон             | Команда            | Ліга              | Ігор      | Голів     | Ліга               | Ігор               | Голів              | Ліга                 | Ігор                 | Голів                | Ліга          | Ігор          | Голів         | Ігор   | Голів  |        |
| ----------------- | ------------------ | ----------------- | --------- | --------- | ------------------ | ------------------ | ------------------ | -------------------- | -------------------- | -------------------- | ------------- | ------------- | ------------- | ------ | ------ | ------ |
| 2018              | «Депортіво Калі»   | A                 | 11        | 0         | КК                 | 1                  | 0                  | ПАК                  | 3                    | 0                    |               | -             | -             | 15     | 0      |        |
| 2019              | «Депортіво Калі»   | A                 | 19        | 1         | КК                 | 5                  | 0                  | ПАК                  | 1                    | 0                    |               | -             | -             | 25     | 1      |        |
| 2020              | «Депортіво Калі»   | A                 | 17        | 2         | КК                 | 1                  | 0                  | ПАК                  | 4                    | 0                    |               | -             | -             | 22     | 2      |        |
| 2021              | «Депортіво Калі»   | A                 | 32        | 1         | КК                 | 2                  | 0                  | ПАК                  | 2                    | 0                    |               | -             | -             | 36     | 1      |        |
| 2022              | «Депортіво Калі»   | A                 | 17        | 0         | КК                 | 2                  | 0                  | КЛ                   | 1                    | 0                    | СК            | 2             | 0             | 22     | 0      |        |
| 2022              | «Атлетіко Тукуман» | ПД                | 7         | 0         | КА                 | 0                  | 0                  |                      | -                    | -                    |               | -             | -             | 7      | 0      |        |
| Усього за кар'єру | Усього за кар'єру  | Усього за кар'єру | 103       | 4         |                    | 11                 | 0                  |                      | 11                   | 0                    |               | 2             | 0             | 127    | 4      |        |

### Статистика виступів за збірну
| Дата      | Місто    | Господарі | Результат               | Гості         | Турнір                                                 | Голи | Примітки |
| --------- | -------- | --------- | ----------------------- | ------------- | ------------------------------------------------------ | ---- | -------- |
| 19-1-2019 | Ранкагуа | Колумбія  | 0 – 0                   | Бразилія      | Молодіжний чемпіонат Південної Америки 2019 - 1-й етап | -    | 36'      |
| 21-1-2019 | Ранкагуа | Колумбія  | 1 – 0                   | Болівія       | Молодіжний чемпіонат Південної Америки 2019 - 1-й етап | -    |          |
| 29-1-2019 | Ранкагуа | Бразилія  | 0 – 0                   | Колумбія      | Молодіжний чемпіонат Південної Америки 2019 - 2-й етап | -    |          |
| 4-2-2019  | Ранкагуа | Еквадор   | 1 – 0                   | Колумбія      | Молодіжний чемпіонат Південної Америки 2019 - 2-й етап | -    |          |
| 8-2-2019  | Ранкагуа | Венесуела | 0 – 2                   | Колумбія      | Молодіжний чемпіонат Південної Америки 2019 - 2-й етап | -    |          |
| 10-2-2019 | Ранкагуа | Колумбія  | 0 – 0                   | Уругвай       | Молодіжний чемпіонат Південної Америки 2019 - 2-й етап | -    |          |
| 23-5-2019 | Лодзь    | Польща    | 0 – 2                   | Колумбія      | Молодіжний чемпіонат світу 2019 - груповий етап        | -    |          |
| 26-5-2019 | Люблін   | Сенегал   | 2 – 0                   | Колумбія      | Молодіжний чемпіонат світу 2019 - груповий етап        | -    |          |
| 29-5-2019 | Люблін   | Колумбія  | 6 – 0                   | Таїті         | Молодіжний чемпіонат світу 2019 - груповий етап        | -    |          |
| 2-6-2019  | Лодзь    | Колумбія  | 1 – 1 д.ч. (6 – 5 п.п.) | Нова Зеландія | Молодіжний чемпіонат світу 2019 - 1/8 фіналу           | -    |          |
| 7-6-2019  | Лодзь    | Колумбія  | 0 – 1                   | Україна       | Молодіжний чемпіонат світу 2019 - 1/4 фіналу           | -    | 27'      |
| Усього    |          | Матчів    | 2                       |               | Голів                                                  | 0    |          |

## Титули і досягнення
- Чемпіон Колумбії: Фіналізасьйон 2021

Збірні
- Переможець Боліваріанських ігор: 2017